# Los de abajo (película de 2022)
Los de abajo es una película de dramática boliviana dirigida por Alejandro Quiroga.
La película tuvo su estreno mundial en la sección oficial (competencia internacional) de la 37.ª edición del Festival Internacional de Cine de Mar del Plata.
https://www.retinalatina.org/person/alejandro-quiroga-g/
https://www.facebook.com/AleQ1983?mibextid=ZbWKwL

## Sinopsis
Gregorio es un hombre de campo, con indicios alcohólicos y de modos rústicos, que se encuentra cansado por la sequía que le toca pasar en El Saire, su hacienda donde vive junto a su hijo Olegario y sus padres Juana y Arnildo. Él, soberbio y arrojado, se propone subir a la montaña y recorrer hasta las nacientes de agua para recuperar para su familia el cauce de agua de la vieja acequia que en otros tiempos regaban su tierra.
En las montañas descubre que las aguas fueron encausadas hacia una comunidad vecina para regar los campos de vid del Coronel Iglesias, quien es un terrateniente argentino, aliado en complot con el alcalde del pueblo para sus propios cultivos. Enceguecido y con sed de revancha, Gregorio regresa a la montaña para devolver el agua a su cauce original con sus propias manos a pesar de las opiniones en contra de su familia. En su trayecto, Gregorio tiene que afrontar la desidia del pueblo, la corrupción y al poder socio- económico de la élite, dejando de lado el cuidado de su pequeño hijo Olegario y el amor de Paula, la maestra de la escuela que lo insta a migrar con ella hacia la ciudad.
Reseña Mar del Plata
Como una premonición o una amenaza, las aves de rapiña sobrevuelan Rosillas. Abajo, entre los hombres, el resentimiento crece: la sequía no da tregua, y la corrupción y la avaricia de los de arriba han dejado sin agua las tierras de Gregorio. Allí ya nada crece y hasta su única vaca se ha ido. Ante sus reclamos, en la comunidad reina un silencio que no se sabe si obedece a la inercia o a la resignación. Ni su hijo ni un posible nuevo amor parecen darle la esperanza de un futuro. A cada paso Gregorio se va sumiendo en la obsesión y la violencia que anida en el pueblo se vuelve cada vez más palpable. Enraizada en un espacio omnipresente que es testigo, espejo y razón de los profundos conflictos sociales que atraviesan los protagonistas, y con un tono seco y un tratamiento visual que la tiñen de western, Los de abajo construye una metáfora geográfica precisa para darle cuerpo a la desigualdad.

## Elenco
- Fernando Arze Echalar como Gregorio
- César Bordón como Coronel Iglesias
- Luis Bredow como Arnildo
- Sonia Parada como Paula
- Ignacio Piero Ruiz Delgadillo como Olegario
- Teresa Barriga de Armella como Juana

## Filmaffinity
- https://m.filmaffinity.com/es/film317180.html#

## Trailer
- https://dai.ly/x8l88xd

- Datos: Q115259566